# Teng-Hiok Chiu
Teng-Hiok Chiu (Zhou Tingxu, 周廷旭), né à Amoy le 27 avril 1903 et mort en 1972 à Alford (Massachusetts), est un peintre chinois.

## Biographie
Peintre paysagiste et peintre sur soie, élève de la Royal Academy School de Londres, il reçoit de nombreuses médailles en Angleterre et expose en France au Salon des artistes français dans les années 1920-1930.